# Distretto di Sachnovščyna
Il distretto di Sachnovščyna (in ucraino Сахновщинський район?) era un distretto (rajon) dell'Ucraina, situato nell'oblast' di Charkiv. Il suo capoluogo era Sachnovščyna. È stato soppresso con la riforma amministrativa del 2020.